# Håkon Opdal
Håkon Opdal est un footballeur norvégien, né le 11 juin 1982 à Odda en Norvège. Il évolue comme gardien de but.

## Sélection
- Norvège : 12 sélections

Håkon Opdal a fait sa première apparition avec la Norvège le 15 novembre 2006 en étant titularisé contre la Serbie lors d'un match amical qui se termine sur un résultat nul (1-1).
Il compte 12 sélections entre 2006 et 2008, toutes en tant que titulaire.

## Palmarès
SK Brann
- Champion de Norvège (1) : 2007
- Vainqueur de la Coupe de Norvège (1) : 2004